# Yagüe de Salas
Juan Yagüe de Salas (Teruel, 1561-entre el 26 de enero y el 12 de mayo de 1621) fue un escritor español del Siglo de Oro.

## Biografía
Bautizado el 18 de octubre de 1561 en la iglesia de San Juan de Teruel. Yagüe de Salas desempeñó en su ciudad natal las funciones de notario, escribano, secretario y archivero del Concejo de Teruel. Fue el principal impulsor del estudio y la difusión de la información relativa a Los amantes de Teruel.
Su obra maestra es el libro Los amantes de Teruel, epopeya trágica, con la restauración del Sobrarbe y conquista del reyno de Valencia (1616). Dicha obra fue escrita en magníficos versos y elogiada por Cervantes, Guillén de Castro y Lope de Vega, entre otros. En cambio, Moratín, en La derrota de los pedantes, lo califica de "insipidísimo".
El 13 de abril de 1619, tres años después de publicar su Epopeya trágica de los Amantes de Teruel —que contaba con más de veinte mil versos—, Juan Yagüe descubrió en uno de los archivos municipales un documento conocido como Papel de letra antigua, que contenía la historia de los Amantes. Unos días más tarde fueron hallados en la capilla de San Cosme y San Damián de la iglesia de San Pedro los restos mortales atribuibles a Juan Martínez de Marcilla e Isabel de Segura. Junto con otros dos notarios, Juan Hernández y Bartolomé de Rueda, Yagüe suscribió un documento notarial en el que transcribió el «Papel de letra antigua» y una minuciosa descripción de los cadáveres.